# Spencer and Hill
Spencer & Hill (nascidos Peter Spencer e Josh Hill) são uma dupla de DJ's alemães.

## Álbuns
- Spencer&Hill - Housebeats Made in Germany (Tiger Rec.)
- Spencer&Hill - The Funky Years (Zooland)

## Singles
- Spencer&Hill - Sunbeam (Tiger Rec.)
- Spencer&Hill - GoGo Girl (Bazooka)
- Spencer&Hill - Back2Back (Bazooka)
- Spencer&Hill - Shy Boy (Tiger Rec.)
- Spencer&Hill - Who knows (Bazooka)
- Spencer&Hill - Gute Laune (Tiger Rec.)
- Spencer&Hill vs Jay Outback - Mich laust der Affe (Zooland Records)
- Spencer&Hill - Get Down (Tiger Rec.)
- Spencer&Hill - Oldschool (Tiger Rec.)
- Spencer&Hill vs. She's all that - Jump(Bazooka)
- Spencer&Hill - 303 (Bazooka)
- Spencer&Hill vs. Dave Darell - Its a smash (Tiger Rec.)
- Spencer&Hill - Haunted House (Bazooka)
- Spencer&Hill - Excuse Me (Tiger Rec.)
- Spencer&Hill - Funk Parliament (Bazooka)
- Spencer&Hill - I want you (Tiger Rec.)
- Spencer&Hill - Trespasser (Tiger Rec.)
- Spencer&Hill - Heads off (Tiger Rec.)
- Spencer&Hill - Cool (Tiger Rec.)
- Spencer&Hill vs. Felguk - Fingertips (Tiger Rec.)
- Spencer&Hill - I spy (CR2)
- Spencer&Hill - Flat EP (Zooland/Tiger)
- Spencer&Hill - Most wanted EP (Tiger Rec.)
- Spencer&Hill - Housebeat EP (Tiger Rec.)
- S&H Project - One stop love EP (Zoogroove)
- S&H Project - Bob the radio
- Spencer&Hill - Stop the world
- Spencer&Hill - World in love
- S&H Project - Perculate it
- Spencer&Hill - Get it on
- Spencer&Hill - Dub Files 1 (StarRouge)
- Spencer&Hill - EP5 (StarRouge)
- Spencer&Hill - Back in the love
- Spencer&Hill - EP4 (StarRouge)
- Spencer&Hill - Extra E (EP3) (StarRouge)
- Spencer&Hill - When the lights turn off
- Spencer&Hill - EP2 (StarRouge)
- Spencer&Hill - EP1 (StarRouge)

## Remixes
- Cascada - Pyromania(Spencer&Hill Airplay Mix)
- Yello - The Expert (Spencer&Hill Remix)
- Gigi Barocco vs Ice MC - Think about the way 2k9 (Spencer&Hill Remix)
- Medina - You & I (Spencer&Hill Remix)
- Bob Sinclair - La La Song(Spencer&Hill Remix)
- Franky goes to Hollywood - Relax(Spencer&Hill Remix)
- Paul van Dyk - For an angel(Spencer&Hill Remix)
- Royksopp - Girl and the robot (Spencer&Hill Remix)
- Tiga - Shoes (Spencer&Hill Remix)
- N-Trance - Set u free 2008 (Spencer&Hill Classic Mix)
- Porn Kings Vs. Dj Supreme - Up To Tha Wildstyle (Spencer&Hill Remix)
- R.I.O - When the sun comes down (Spencer&Hill Remix)
- 4 Strings vs. Da Mack - Da Mack (Spencer&Hill Remix)
- Private - My secret lover (Spencer&Hill Remix)
- S & H Project ft. Jades - Summer's gone (Spencer&Hill Remix)
- Dave Darell - Freeloader (Spencer&Hill Remix)
- Selda - 100% pure love (Spencer&Hill Remix)
- Giant JR - Evil (Spencer&Hill Remix)
- S & H Project - One stop love (Spencer & Hill Remix)
- Milk & Sugar - Stay around (Spencer&Hill Remix)
- Avenue - The Last Goodbye (Spencer&Hill Remix)
- Lowrider - Pitchdown (S&H Project Remix)
- N-Trance - Set u free 2008 (Spencer&Hill Remix)
- Velvet - Fix me (Spencer&Hill Remix)
- BWO - Lay your love one (Spencer&Hill Remix)
- R.I.O - Shine on (Spencer&Hill Remix)
- Dj Tom & Bump N' Grind - So much love to give (Spencer&Hill Remix)
- Lorie - Play (Spencer&Hill Remix)
- Moby - Disoc lies (Spencer&Hill Remix)
- Booty Luv - Some kinda rush (Spencer&Hill Remix)
- Cezar - Keep on (Spencer&Hill Remix)
- S&H Project - Bob the radio (Spencer&Hill Mixes)
- Lorie - Play (Spencer&Hill Remix)
- Cascada - What do you want from me (S&H Project Remix)
- September - Cry for you (Spencer&Hill Remix)
- Sash! - Mysterious times (Spencer&Hill Remix)
- Cascada - What hurts the most (Spencer&Hill Remix)
- Yanou ft. Mark Daviz - A girl like you (S&H Project Remix)
- R.I.O - R.I.O (S&H Project Remix)
- Lorie - Je Vais Vite (Spencer&Hill Remix)
- Sugababes - About You Now (Spencer&Hill Remix)
- DJ Tiesto - Carpe Noctum (Spencer&Hill Remix)
- Yanou - Sun is shinning (Spencer&Hill Remix)
- S & H Project - Percualte it (Spencer&Hill Mixes)
- Taio Cruz - Moving on (Spencer&Hill Remix)
- Chris Lake - Changes (Spencer&Hill Remix)
- Scooter ft. Fatman Scoop - Behind the cow (Spencer&Hill Mixes)
- Above & Beyond - For all I care (Spencer&Hill Remix)
- Cascada - Everytime we touch (Spencer&Hill Remix)
- Morillo ft. P. Diddy - Dance I said (Spencer&Hill Remix)
- Cass Fox - Touch me (Spencer&Hill Remix)
- Yanou ft. Liz - King of my castle (Spencer&Hill Dub Mix)
- Michael Gray - Boderline (Spencer&Hill Remix)
- Ian Carey - Say what you want (Spencer&Hill Remix)
- Rasmus Faber - Get over here (Spencer&Hill Remix)
- Fishbowl - Lets get down (Spencer&Hill Remix)
- Ultra Djs - You&me (Spencer&Hill Remix)